# Pectinosoma elongata
Pectinosoma elongata är en skalbaggsart som beskrevs av Gilbert John Arrow 1913. Pectinosoma elongata ingår i släktet Pectinosoma och familjen Melolonthidae. Inga underarter finns listade i Catalogue of Life.